# Агроном (Курська область)
Агроном (рос. Агроном) — хутір в Суджанському районі Курської області Російської Федерації.
Населення становить 51 особу. Входить до складу муніципального утворення Замостянська сільрада.

## Історія
Населений пункт розташований на території українського етнічного та культурного краю Східна Слобожанщина.
Від 2004 року входить до складу муніципального утворення Замостянська сільрада.

## Населення
| 2002 | 2010 |
| ---- | ---- |
| 51   | →51  |